# Hypodacne edithae
Hypodacne edithae là một loài bọ cánh cứng trong họ Cerylonidae. Loài này được Reitter miêu tả khoa học năm 1897.